# كليم ثوليت
كليم ثوليت (بالإنجليزية: Clem Tholet)‏ ولد بتاريخ 1948 وتوفي في 6 أوكتوبر 2004 كان مغني روديسي إشتهر بأغنية الروديسيون لا يموتون أبدا.

## وصلات خارجية
كليم ثوليت على موقع ميوزك برينز (الإنجليزية)